# Henrietta (Wisconsin)
Henrietta es un pueblo ubicado en el condado de Richland en el estado estadounidense de Wisconsin. En el Censo de 2010 tenía una población de 493 habitantes y una densidad poblacional de 5,3 personas por km².

## Geografía
Henrietta se encuentra ubicado en las coordenadas 43°30′43″N 90°22′30″O / 43.51194, -90.37500. Según la Oficina del Censo de los Estados Unidos, Henrietta tiene una superficie total de 93.06 km², de la cual 93.04 km² corresponden a tierra firme y (0.01%) 0.01 km² es agua.

## Demografía
Según el censo de 2010, había 493 personas residiendo en Henrietta. La densidad de población era de 5,3 hab./km². De los 493 habitantes, Henrietta estaba compuesto por el 97.77% blancos, el 0.61% eran afroamericanos, el 0.81% eran amerindios, el 0.41% eran asiáticos, el 0% eran isleños del Pacífico, el 0.41% eran de otras razas y el 0% pertenecían a dos o más razas. Del total de la población el 0.41% eran hispanos o latinos de cualquier raza.